# Lacconectus pseudosimilis
Lacconectus pseudosimilis är en skalbaggsart som beskrevs av Michel Brancucci 2003. Lacconectus pseudosimilis ingår i släktet Lacconectus och familjen dykare. Inga underarter finns listade i Catalogue of Life.